# Барбакару Анатолій Іванович
Анатолій Іванович Барбакару (15 лютого 1959, Бендери) — український тележурналіст, літератор, автор і виконавець пісень у стилі російського шансону, професійний картяр у часи Радянського Союзу.

## Біографія
Анатолій Іванович Барбакару народився 15 лютого 1959 року в місті Бендери.
Закінчив школу-інтернат у Бендерах.
У 1976 році вступив в Одеський технологічний інститут.
З 1978 по 1981 рік — спортсмен-волейболіст.
З 1982 по 1984 рік — актор театральної студії.
З 1980 по 1990 рік — професійний картяр.
У 1990-1992 роках — лектор товариства «Знання».
Перебував у всесоюзному розшуку, відсидів 2,5 роки за дармоїдство, після закінчення терміну в 1992 році зробив пластичну операцію, пізніше став репортером кримінальної хроніки, ведучим авторських програм на одеському телебаченні.
Є лауреатом та переможцем різноманітних фестивалів авторської пісні. У 2003 році записав авторський диск «Записки шулера, 15 років».
На запрошення Валерія Тодоровського працював над створенням кіносценарію для художнього фільму «Консервація».
Є постійним експертом і учасником телепроєктів в Росії — шоу Андрія Малахова «Пусть говорят», шоу «Інтуїція» на каналі ТНТ.
Також був частим учасником ток-шоу Світлани Сорокіної «Основной инстинкт» і поліцейського ток-шоу «Участок» на «Першому каналі». Ставив сцени в різних фільмах, першими були картини «Рельсы счастья» и «Ликвидация».
Восени 2011 року вів на каналі ICTV реаліті-шоу «Джентльмени на дачі», основною метою якого було перевиховання колишніх ув'язнених. У Росії це реаліті-шоу протягом трьох сезонів існувало в ефірі телеканалу «Перець».
У 2013 році вийшов серіал «Шулер» за мотивами твору Барбакару, в якому він зіграв другорядну роль.

### Особисте життя
Був одружений п'ять разів.

## Дискографія
- 2003 — Записки шулера, 15 лет. (Шансон)

## Фільмографія
Актор
- 2006 — Рейки щастя — чарівний шулер
- 2013 — Шулер (Україна) — Віконт

Сценарист
- Консервація
- 2013 — Шулер (Україна)